# Кудка (Псковська область)
Кудка (рос. Кудка) — присілок в Опочецькому районі Псковської області Російської Федерації.
Населення становить 4 особи. Входить до складу муніципального утворення Пригородна волость.

## Історія
Від 2015 року входить до складу муніципального утворення Пригородна волость.

## Населення
| 2001 | 2002 | 2010 | 2012 | 2013 | 2014 | 2015 |
| ---- | ---- | ---- | ---- | ---- | ---- | ---- |
| 6    | ↘4   | ↗5   | ↘3   | ↗4   | →4   | →4   |
| 2016 |      |      |      |      |      |      |
| →4   |      |      |      |      |      |      |